# Żabieniec (powiat pruszkowski)
Żabieniec – osada w Polsce położona w województwie mazowieckim, w powiecie pruszkowskim, w gminie Nadarzyn. 
Osada wchodzi w skład sołectwa Młochów.
Prywatna wieś szlachecka położona była w drugiej połowie XVI wieku w powiecie błońskim ziemi warszawskiej województwa mazowieckiego. W latach 1975–1998 osada administracyjnie należała do województwa warszawskiego.